# Eleições estaduais no Paraná em 2014
As eleições estaduais do Paraná, em 2014, foram realizadas em 05 de outubro (1º turno) e 26 de outubro (2º turno), como parte das eleições gerais no Brasil. Os eleitores aptos a votar reelegeram a Presidente da República, o Governador do Estado e o Senador da República, além de elegerem 30 Deputados Federais e 54 Deputados Estaduais.
Se nenhum dos candidatos a governador tivesse obtido mais da metade dos votos válidos, um segundo turno teria sido realizado.
Nesse eleição esteve em disputa a vaga ao Palácio Iguaçu. Além de uma vaga ao senado, a cadeira que esteve em disputa foi a do Senador Alvaro Dias.
Os principais candidatos a governador foram Beto Richa (PSDB), Gleisi Hoffmann (PT) e Roberto Requião (PMDB).

## Resultado da eleição para governador
| Candidatos a governador do estado | Candidatos a vice-governador | Número | Coligação                                                                                                 | Votação   | Percentual |
| --------------------------------- | ---------------------------- | ------ | --- | --------- | ---------- |
| Beto Richa PSDB                   | Cida Borghetti PROS          | 45     | Todos Pelo Paraná (PSDB, PROS, PSD, PP, PR, DEM, PSB, PTB, SD, PPS, PSC, PEN, PHS, PMN, PSDC, PSL, PTdoB) | 3.301.322 | 55,67%     |
| Roberto Requião PMDB              | Rosane Ferreira PV           | 15     | Paraná com Governo (PMDB, PV, PPL)                                                                        | 1.634.316 | 27,56%     |
| Gleisi Hoffmann PT                | Haroldo Ferreira PDT         | 13     | Paraná Olhando pra Frente (PT, PDT, PCdoB, PRB, PTN)                                                      | 881.857   | 14,87%     |
| Ogier Buchi PRP                   | Elson de Almeida PRP         | 44     | — | 50.446    | 0,85%      |
| Bernardo Pilotto PSOL             | Maicon Palagno PSOL          | 50     | — | 35.327    | 0,60%      |
| Tulio Bandeira PTC                | Ulisses Sabino PTC           | 36     | — | 13.700    | 0,23%      |
| Gionísio Marinho PRTB             | Rosângela Balduíno PRTB      | 28     | — | 7.303     | 0,12%      |
| Rodrigo Tomazini PSTU             | Érika Andreassy PSTU         | 16     | — | 5.726     | 0,10%      |

## Resultado da eleição para senador
| Candidatos a senador da República | Candidatos a suplente de senador                     | Número | Coligação                                                                                                 | Votação   | Percentual |
| --------------------------------- | ---------------------------------------------------- | ------ | --- | --------- | ---------- |
| Alvaro Dias PSDB                  | Joel Malucelli PSD Severino Araújo PSB               | 456    | Todos Pelo Paraná (PSDB, PROS, PSD, PP, PR, DEM, PSB, PTB, SD, PPS, PSC, PEN, PHS, PMN, PSDC, PSL, PTdoB) | 4.101.848 | 77,00%     |
| Ricardo Gomyde PCdoB              | Elizeu Chociai PTN Paulo Pratinha PT                 | 650    | Paraná Olhando pra Frente (PT, PDT, PCdoB, PRB, PTN)                                                      | 666.438   | 12,51%     |
| Marcelo Almeida PMDB              | Antônio Annibelli PMDB Herculano Lisboa PMDB         | 151    | Paraná com Governo (PMDB, PV, PPL)                                                                        | 465.263   | 8,73%      |
| Luiz Romeiro Piva PSOL            | Olavo Costa PSOL Sergio Ferreira dos Santos PSOL     | 505    | — | 50.905    | 0,96%      |
| Mauri Viana PRP                   | Ceslau Makovski PRP Moacir do Amaral PRP             | 444    | — | 18.073    | 0,34%      |
| Adilson Silva PRTB                | Pedro Luiz de Oliveira PRTB Baptista Cavalcante PRTB | 282    | — | 15.720    | 0,30%      |
| Evandro Castagna PSTU             | Mateus Magalhães PSTU Marcos Aurélio Dias PSTU       | 160    | — | 8.677     | 0,16%      |

## Regras

### Governador e Vice-governador
No geral, as regras para as eleições presidenciais também se aplicam às estaduais. Isto é, as eleições possuem dois turnos e se nenhum dos candidatos alcança maioria absoluta dos votos válidos, um segundo turno entre os dois mais votados acontece. Todos os candidatos com cargos executivos devem renunciar até 5 de abril, para poderem disputar.

### Senador
Conforme rodízio previsto para as eleições ao Senado, em 2014,  será disputada apenas uma vaga por estado com mandato de 8 anos. O candidato mais votado é eleito, não havendo segundo turno para as eleições legislativas.

## Candidatos ao Governo do Estado
- Bernardo Pilotto (PSOL): O Partido Socialismo e Liberdade (PSOL) realizou, em Curitiba, a convenção estadual para definir o posicionamento da legenda durante as eleições de outubro. No encontro, ficou definido o nome do sociólogo Bernardo Pilotto para concorrer ao governo estadual e de Luiz Romeiro Piva, para o senado.[1]
- Roberto Requião (PMDB): A convenção estadual do PMDB do Paraná decidiu, que terá candidatura própria para o governo do estado na eleição de 2014. O nome apontado pela maioria dos delegados do partido é o do senador Roberto Requião, que já governou o estado por três mandatos. A tese da candidatura de Requião venceu a proposta de coligação do PMDB com o PSDB do atual governador, Beto Richa. O partido ainda lançou Marcelo Almeida como candidato ao Senado.[2] O PMDB junto com o PV e o PPL formou então a coligação Paraná com Governo, sendo que a candidatura de Requião também recebeu o apoio do Polo Comunista Luiz Carlos Prestes (PCLCP),[3] partido sem registro no TSE.
- Rodrigo Tomazini (PSTU): O Partido Socialista dos Trabalhadores Unificado (PSTU) oficializou a candidatura de Rodrigo Tomazini ao governo do Paraná, em convenção em Curitiba. A legenda definiu que terá chapa única, sem alianças para o primeiro turno.[4]
- Geonísio Marinho (PRTB): Em convenção realizada em Curitiba, o Partido Renovador Trabalhista Brasileiro (PRTB) definiu que o presidente da legenda, Geonísio Marinho, será candidato ao Governo do Paraná nas eleições de outubro. O candidato a vice-governador será Rodrigo Carlo Sottile, que é de Londrina, no norte do Paraná.[5]
- Beto Richa (PSDB): O governador Beto Richa teve a candidatura à reeleição confirmada em convenção do Partido da Social Democracia Brasileira (PSDB). O encontro reuniu lideranças da legenda, como o vice-governador Flávio Arns, o presidente da Assembleia Legislativa Valdir Rossoni, o senador Alvaro Dias, Mário Celso Cunha, Ademar Traiano  e ainda de partidos que anunciaram apoio a candidatura de Richa. A convenção foi realizada no clube Paraná Clube, em Curitiba.[6]
- Ogier Buchi (PRP): O Partido Republicano Progressista (PRP) definiu que terá candidato próprio nas eleições para o Governo do Paraná neste ano. Em convenção realizada em Curitiba, a legenda lançou o nome de Ogier Buchi como postulante ao cargo majoritário do estado. O partido também terá na figura de Mauri Viana o candidato ao Senado.[7]
- Gleisi Hoffmann (PT): é a candidata de oposição. Teve sua candidatura oficilizada em junho de 2014, durante evento em Curitiba, com a presença do ex-presidente Lula e da presidente Dilma Rousseff. Gleisi foi ministra-chefe da casa civil durante o governo Dilma e é senadora pelo Paraná. Tem o apoio do prefeito de Curitiba Gustavo Fruet, do ex-senador Osmar Dias e de Paulo Bernardo

| Candidato a governador | Candidato a vice-governador | Número Eleitoral | Coligação                                                                                               | Tempo de horário eleitoral |
| ---------------------- | --------------------------- | ---------------- | --- | -------------------------- |
| Beto Richa PSDB        | Cida Borghetti PROS         | 45               | Todos pelo Paraná PSDB, PROS, PSD, PSB, DEM , PPS, PSC, PR, SD, PSL, PSDC, PMN, PHS PEN,PP, PTdoB e PTB | 8min 42s                   |
| Gleisi Hoffmann PT     | Haroldo Ferreira PDT        | 13               | Paraná Olhando pra Frente PT, PDT, PCdoB, PTN e PRB                                                     | 4min 00s                   |
| Requião PMDB           | Rosane Ferreira PV          | 15               | Paraná com Governo PMDB, PV, PPL com apoio do PCLCP                                                     | 2min 56s                   |
| Bernardo Pilotto PSOL  | Maicon Palagano PSOL        | 50               | - PSOL                                                                                                  | 0min 54s                   |
| Ogier Buchi PRP        | Elson Robas PRP             | 44               | - PRP                                                                                                   | 0min 53s                   |
| Tulio Bandeira PTC     | Ulisses Sabino PTC          | 36               | - PTC                                                                                                   | 0min 51s                   |
| Gionísio Marinho PRTB  | Rosângela Balduino PRTB     | 28               | - PRTB                                                                                                  | 0min 51s                   |
| Rodrigo Tomazini PSTU  | Érika Andreassy PSTU        | 16               | - PSTU                                                                                                  | 0min 50s                   |